# Jakob 2. af Skotland
Jakob 2. (engelsk: James II) (født 16. oktober 1430, død 3. august 1460) var konge af Skotland fra 1437 til 1460.
Han var den eneste overlevende søn af sin forgænger kong Jakob 1. og Joan Beaufort. Han besteg tronen ved sin fars død i 1437. 
Jakob 2. giftede sig i 1449 med Maria af Geldern. Han blev efterfulgt af sin søn Jakob 3.

## Eksterne links
- Wikimedia Commons har flere filer relateret til Jakob 2. af Skotland

| Jakob 2.Huset StuartFødt: 16. oktober 1430 Død: 3. august 1460 |                             |                         |
| Titler som regent                                              |                             |                         |
| Foregående: Jakob 1.                                           | Konge af Skotland 1437–1460 | Efterfølgende: Jakob 3. |